# معاملة المثليين في الغابون
يواجه الأشخاص من المثليين والمثليات ومزدوجي التوجه الجنسي والمتحولين جنسياً (اختصاراً: LGBT) في الغابون تحديات قانونية واجتماعية لا يواجهها غيرهم من المغايرين جنسيا. يعد النشاط الجنسي المثلي بين الذكور وبين الإناث غير قانوني في الغابون، لكن يواجه الأشخاص من مجتمع المثليين وصمة عار بين السكان. كما أن المنازل التي يعيش فيها الشركاء المثليون غير مؤهلة للحصول على نفس الحماية القانونية المتاحة للأزواج المغايرين، مع وجود عدة تقارير تتحدث عن مستوى عالي من التمييز والانتهاكات ضد مجتمع المثليين. قبل دخول تنقيحات قانون العقوبات حيز التنفيذ في 5 يوليو 2019، لم يتم تجريم النشاط الجنسي المثلي بين البالغين في البلاد من قبل.
في كانون الأول/ديسمبر 2008، شاركت الغابون في رعاية وتوقيع إعلان الأمم المتحدة غير الملزم بشأن التوجه الجنسي والهوية الجندرية الداعي إلى إلغاء التجريم العالمي للمثلية الجنسية، وهي واحدة من ستة بلدان أفريقية فقط قامت بذلك. ولكنها في عام 2011 صوتت ضد البيان المشترك بشأن إنهاء أعمال العنف وانتهاكات حقوق الإنسان ذات الصلة القائمة على التوجه الجنسي والهوية الجندرية في الأمم المتحدة، الذي يدين العنف والتمييز ضد مجتمع المثليين.

## قانونية النشاط الجنسي المثلي
بعد استقلال البلاد عن فرنسا في عام 1960 وحتى عام 2019، لم يتم تجريم العلاقات الجنسية المثلية. ولكن كانت توجد عدم مساواة في السن القانونية للنشاط الجنسي. كان السن القانونية للنشاط الجنسي المغاير 18 عامًا كحد أدنى، بينما كان السن القانونية للنشاط الجنسي 21 عامًا كحد أدنى. على الرغم من ذلك، ذكرت لجنة الحقوق الاقتصادية والاجتماعية والثقافية في عام 2013 أن الغابون تواصل بيئة تمييزية للغاية ضد الأشخاص من مجتمع المثليين، «والذي قد يكون السبب في أن الإبلاغ عن الحوادث ضد المثليين منخفض جدًا.»
في 5 يوليو 2019، سنت الغابون تنقيحات لقانون العقوبات قامت بتجريم العلاقات الجنسية المثلية بين البالغين المتوافقين، مع احتمال عقوبة السجن لمدة تصل إلى 6 أشهر و/أو غرامة مالية تصل إلى 5 ملايين فرنك وسط أفريقي.

## الاعتراف القانوني بالعلاقات المثلية
لا يوجد اعتراف قانوني بالعلاقات المثلية.

## الحماية من التمييز
لا توجد حماية قانونية ضد التمييز على أساس التوجه الجنسي أو الهوية الجندرية.

## ظروف الحياة
وفقا لتقرير وزارة الخارجية الأمريكية لحقوق الإنسان لعام 2010: «التمييز والعنف ضد مجتمع المثليين يمثل مشكلة، يضطر الأفراد من مجتمع المثليين في كثير من الأحيان إلى الحفاظ عن توجههم الجنسي سرا من المجتمع خوفا من تعرضهم للمضايقات أو التمييز».

## ملخص
| قانونية النشاط الجنسي المثلي                                                                  | (منذ عام 2019) السجن لمدة تصل إلى 6 شهور مع غرامات |
| المساواة في السن القانوني للنشاط الجنسي                                                       | No                                                 |
| قوانين مكافحة التمييز في التوظيف                                                              | No                                                 |
| قوانين مكافحة التمييز في توفير السلع والخدمات                                                 | No                                                 |
| قوانين مكافحة التمييز في جميع المجالات الأخرى (تتضمن التمييز غير المباشر، خطاب الكراهية)      | No                                                 |
| قوانين مكافحة أشكال التمييز المعنية بالهوية الجندرية                                          | No                                                 |
| زواج المثليين                                                                                 | (حظر دستوري على زواج المثليين منذ عام 2016)        |
| الاعتراف القانوني بالعلاقات المثلية                                                           | No                                                 |
| تبني أحد الشريكين للطفل البيولوجي للشريك الآخر                                                | No                                                 |
| التبني المشترك للأزواج المثليين                                                               | No                                                 |
| يسمح للمثليين والمثليات ومزدوجي التوجه الجنسي والمتحولين جنسيا بالخدمة علناً في القوات المسلحة | No                                                 |
| الحق بتغيير الجنس القانوني                                                                    | No                                                 |
| علاج التحويل محظور على القاصرين                                                               | No                                                 |
| الحصول على أطفال أنابيب للمثليات                                                              | No                                                 |
| الأمومة التلقائية للطفل بعد الولادة                                                           | No                                                 |
| تأجير الأرحام التجاري للأزواج المثليين من الذكور                                              | (غير قانوني للأزواج المغايرين كذلك)                |
| السماح للرجال الذين مارسوا الجنس الشرجي التبرع بالدم                                          | No                                                 |